# Kronologija Domovinskog rata: veljača 1996.

### 2. veljače
- Belgijski general major Josef Schoups, koji bi trebao zapovijedati vojnim snagama za zaštitu Prijelazne uprave Ujedinjenih naroda za istočnu Slavoniju (UNTAES), predviđa da će na to hrvatsko područje doći do kraja veljače.[1]

### 4. veljače
- Ministar vanjskih poslova Republike Hrvatske dr. Mate Granić otputovao u višednevni posjet Narodnoj Republici Kini.[1]
- Prva američka žrtva u BiH: od eksplozivne mine u sjevernoj Bosni poginuo narednik Donald Dougan iz Ohija.[1]

### 5. veljače
- Utemeljena hrvatska općina Usora.[1]

### 6. veljače
- Ukinute vize za državljane Federacije BiH, priopćilo veleposlanstvo Republike Hrvatske u Sarajevu.[1]
- Belgija odlučila preuzeti zapovjedništvo nad 5.000 pripadnika plavih kaciga, koji će biti raspoređeni u istočnoj Slavoniji, Baranji i zapadnom Srijemu.[1]
- Bosanskohercegovačka policija uhitila između 20. siječnja i 2. veljače osmoricu visokih oficira vojske bosanskih Srba, među kojima i jednog generala, za koje se sumnja da su učinili ratne zločine, priopćio glavni stožer IFOR-a u Sarajevu.[1]

### 7. veljače
- Sa svjetskog ekonomskog foruma u Davosu Holbrooke poručuje kako mirovnim sporazumom BiH nije podijeljena, iako u stvarnosti jest, a njezina ponovna integracija ne ovisi više o međunarodnoj zajednici, već o Sarajevu, Zagrebu i Beogradu.[1]
- Nakon Koschnickova dekreta o ustroju Mostara, (šest općina i središnja zona, koja nije predviđena u Daytonskom sporazumu) Hrvati nezadovoljni, jer je odluka o upravno-teritorijalnom uređenju grada, koja u najvećoj mjeri ispunjava zahtjeve bošnjačke strane, proizvela neizvjesnu situaciju u gradu. Pred hotelom Ero napadnut i sam Koschnik u blindiranom BMW-u.[1]

### 8. veljače
- Britanski prijestolonasljednik princ od Wallesa Charles doputovao u Dubrovnik.[1]
- Predsjednik Federacije BiH Krešimir Zubak ocijenio da je odluka Hansa Koschnicka samovoljna i suprotna Daytonskom sporazumu.[1]

### 9. veljače
- U Hrvatskom Podunavlju pod okupacijom pobunjenih Srba vlada kaos i kriminal, a sve, prema pisanju srpskog tiska, ukradeno nosi se u Srbiju.[1]

### 10. veljače
- Predsjednik Federacije BiH Krešimir Zubak u pismu upućenom Predsjedništvu BiH upozorava na kršenje Daytonskog sporazuma, te upozorava da novonastala Agencija za istraživanje i dokumentaciju služi političkim interesima bliskim Predsjedništvu BiH i Aliji Izetbegoviću, ističući da je riječ o neformalnoj službi sigurnosti.[1]
- U Međugorje stiglo 100 hrvatskih policajaca, koji bi, po dogovoru hrvatskog ministra unutarnjih poslova Ivana Jarnjaka i europskog upravitelja Hansa Koschnika, trebali biti raspoređeni u Mostar.[1]

### 11. veljače
- Ministar obrane RH Gojko Šušak doputovao u Washington u petodnevni službeni posjet Ministarstvu obrane SAD-a.[2]
- Pomoćnik američkog državnog tajnika Richard Holbrooke doputovao u Sarajevo kako bi s bosanskohercegovačkim dužnosnicima i zapovjednicima IFOR-a pokušao ukloniti zapreke u provedbi mirovnog plana za BiH, koji se mora, kako je istaknuo, provesti bez iznimki i promjena.[2]

### 12. veljače
- Hrvatska i Turska potpisale u Zagrebu Sporazum o gospodarskoj suradnji i Sporazum o uzajamnoj zaštiti investicija između Republike Hrvatske i Republike Turske.[2]
- U vezi s neprihvaćanjem Koschnickove odluke o teritorijalnom ustroju Mostara, gradonačelnik zapadnog dijela Mostara mr. Mijo Brajković uputio pismo Carlu Bildtu, u kojemu traži da razmotri odluku EU-a u Mostaru i da je, nakon ocjene da je neutemeljena i protivna odredbama Daytonskog sporazuma, ukine i cijeli predmet vrati na ponovno odlučivanje.[2]
- Snage NATO-a u BiH dobile popis imena i fotografije 36 osoba optuženih za ratne zločine.[2]

### 13. veljače
- Predsjednik Tuđman primio u Zagrebu Richarda Holbrookea, pomoćnika državnog tajnika SAD-a, a bilo je riječi o učvršćenju Federacije BiH i kompromisnom rješenju situacije u Mostaru.[2]
- Ministri Granić i Kinkel u Zagrebu održali zajedničku konferenciju za novinare i tom prigodom Kinkel rekao kako EU ostaje čvrsto iza rješenja koje je donio Hans Koschnick, a Granić je dodao kako Hrvati uvažavaju g. Koschnicka, ali glede Mostara traže časno kompromisno rješenje.[2]
- Ministar Šušak u Washingtonu razgovarao sa svojim američkim kolegom Williamom Perryjem, u žarištu pozornosti bila opća situacija u BiH i u još okupiranom dijelu hrvatskog Podunavlja.[2]

### 14. veljače
- Ministar obrane Gojko Šušak, ekskluzivno za Večernji list, izjavio da je najvažniji rezultat njegova posjeta SAD-u to da će SAD na redovitom ministarskom sastanku Vijeća NATO-a pokrenuti primanje Hrvatske u program NATO-a Partnerstvo za mir.[2]

### 15. veljače
- Ministarstvo financija i Ministarstvo unutarnjih poslova Federacija BiH trebali bi do 1. ožujka osigurati ispostavu federalne carinske Uprave i početi s ubiranjem carina na granicama Federacije.[2]

### 16. veljače
- Glavni tajnik UN-a Boutros Ghali ocijenio da se stanje ljudskih prava na lani oslobođenim hrvatskim područjima poboljšalo, te da je povreda ljudskih prava manje.[2]

### 17. veljače
- U Rimu započeo sastanak na vrhu hrvatskog, bosanskohercegovačkog i srbijanskog predsjednika - dr. Tuđmana, Izetbegovića i Miloševića - na kojem bi se trebalo ubrzati mirovni proces u BiH i prevladati sve veće poteškoće koje prijete provedbi Daytonskih sporazuma.[2]
- IFOR-ov upad u muslimansku bazu kod Fojnice otkrio centar za obučavanje terorista, što je zabrinulo Amerikance, a predsjednik Izetbegović gubi kredibilitet, što je dovelo do zahlađenja odnosa na relaciji Washington-Sarajevo.[2]
- Policija iz Hrvatske u Mostaru - u zapadnom dijelu grada, zajedno s lokalnim policajcima, prvi radni dan imali i policajci iz Republike Hrvatske.[2]

### 18. veljače
- Završen Rimski sastanak predsjednika Tuđmana, Izetbegovića i Miloševića, a nakon povratka dr. Tuđman izjavio kako je postignut napredak u smislu otklanjanja nesporazuma i kriznih situacija koje su prouzrokovali oni koji žele kompromitirati Daytonske sporazume.[2]

### 19. veljače
- Nakon rimskih dogovora o Mostaru smanjen Koschnickov distrikt, a gradonačelnik Mijo Brajković to prokomentirao riječima: Ovo je častan kompromis s kojim mogu biti zadovoljni svi pošteni Mostarci.[2]
- Predsjednik Tuđman odbio potvrditi Jozu Radooša (HSLS) za gradonačelnika Zagreba.[2]

### 20. veljače
- U Mostaru se počeo provoditi Sporazum o slobodi kretanja, tako je točno u podne nekoliko stotina građana, uglavnom iz istočnog dijela grada, krenulo na drugu stranu. Počele i zajedničke policijske ophodnje, dogovorene na sastanku u Rimu.[2]

### 21. veljače
- Izbjeglice iz republike srpske, koji su u Srbiji, trebaju se vratiti na teritorij RS i očekujemo da rukovodstvo RS pozove svoj narod natrag, stajalište srbijanske vlade.[3]

### 22. veljače
- Predsjednik predsjedništva BiH Alija Izetbegović, zbog srčanih smetnji, smješten u sarajevsku bolnicu.[3]

### 24. veljače
- U Zagrebu održana dvodnevna sjednica Glavnog odbora HDZ-a, na kojoj je dr. Tuđman naglasio: Donošenjem odluka temeljem vlastitih prosudbi, oslobodili smo zemlju, pokrenuli oslobodilačke akcije u BiH i stvorili uvjete da postanemo regionalna sila, čimbenik bez kojeg se ne može.[3]

### 25. veljače
- IFOR dogovorio evakuaciju bosanskih Srba koji ne žele živjeti u sarajevskim naseljima koja će doći pod vlast Federacije BiH.[3]
- NATO priopćio kako će srpskim vojnim kamionima dopustiti da uđu u Sarajevo i pomognu u evakuaciji tisuća Srba koji odbijaju povjerovati u uvjeravanja da će pod muslimansko-hrvatskom vlašću moći sigurno živjeti.[3]

### 26. veljače
- U Splitu održan sastanak izaslanstva Vlade Republike Hrvatske s izaslanstvom Republike i Federacije BiH, a tom prigodom premijeri Zlatko Mateša i Hasan Muratović potpisali ugovore o gospodarskoj suradnji.[3]
- Policijske snage Federacije BiH ušle u sarajevska predgrađa Rajlovac i Nedžariće, koja su dosad držali bosanski Srbi.[3]
- U Mostaru počele raditi mješovite policijske ispostave, sastavljene od policajaca iz Hrvatske i Federacije BiH, te policajaca iz EU i istočnog i zapadnog dijela grada.[3]

### 27. veljače
- Iznošenjem dokaza protiv Milana Martića, Međunarodni sud u Den Haagu započeo ovogodišnje saslušavanje, a zaključak prvog dana da su ciljevi raketiranja Zagreba 2. i 3. svibnja prošle godine mogli biti isključivo civili.[3]
- UN i službeno ukinuo ekonomske sankcije bosanskim Srbima, jer su ispunili obveze preuzete Daytonskim sporazumom.[3]

### 28. veljače
- Britanski vojnici IFOR-a razmješteni u Banjoj Luci četiri do pet puta vidjeli Radovana Karadžića, no nisu ga ni pokušali uhititi, iako je za njim izdana međunarodna tjeralica, rekla glasnogovornica NATO-a u Sarajevu bojnica Carol Haig.[3]

### 29. veljače
- Ulaskom federalne policije u sarajevsku općinu Ilijaš Sarajevo deblokirano i povezano cestom sa srednjom Bosnom.[3]
- Kako su daytonski pregovori privedeni kraju, govorio u svom oproštajnom govoru Richard Holbrooke: kada je na telefonski poziv Clintona Tuđman pristao na još jedan mali ustupak, a Milošević pristao na arbitražu oko Brčkog, Tuđman je vrlo uzbuđeno rekao: Sada je čas. Sad ili nikada - potpišimo sporazum.[3]